# Best (Christian)
Best è un album di Christian del 2011. 

## Tracce
1. Per amore morirei
2. Cara
3. Daniela
4. Notte serena
5. Abbracciami amore mio
6. Un'altra vita un altro amore
7. Se te ne vai
8. Solo tu
9. Nostalgia
10. Amante mia
11. Testardo io
12. Sognami
13. Nun è peccato